# П'ятковський Іван Максимович
Іван Максимович П'ятковський (рос. Иван Максимович Пятковский; 6 (19) січня 1913, Астрахановка — 1 грудня 1986) — радянський офіцер, Герой Радянського Союзу.

## Біографія
Народився 6 (19 січня) 1913 року в селі Астрахановці (нині Хобдинського району Актюбінської області Казахстану) в селянській родині. Росіянин. Закінчив 7 класів школи і курси виконробів при Ташкентському технікумі зв'язку. Працював на Туркестано-Сибірській залізниці.
Проходив строкову службу в Червоній Армії в 1935–1937 роках. В 1941 році знову призваний в армію Нижньо-Чирчикським райвійськкоматом Ташкентської області Узбецької РСР. Закінчив курси молодших лейтенантів. На фронті у німецько-радянську війну з квітня 1942 року. Член ВКП(б) з 1943 року.
15 жовтня 1943 року командир роти зв'язку 120-го стрілецького полку (69-та стрілецька дивізія, 65-а армія, Центральний фронт) капітан П'ятковський під вогнем ворога з групою зв'язківців неодноразово переправлявся через Дніпро в районі селища міського типу Радуля Ріпкинського району Чернігівської області, проклав особисто телефонну лінію на правий берег річки для зв'язку штабу дивізії з десантної групою. Забезпечував під сильним вогнем противника безперебійний зв'язок.
Указом Президії Верховної Ради СРСР від 30 жовтня 1943 року за зразкове виконання бойових завдань командування на фронті боротьби з німецько-фашистськими загарбниками і проявлені при цьому мужність і героїзм капітану П'ятковському Івану Максимовичу присвоєно звання Героя Радянського Союзу з врученням ордена Леніна і медалі «Золота Зірка» (№ 1 587).

Могила Івана П'ятковського

У 1945 році закінчив курси удосконалення офіцерського складу. Після війни служив у внутрішніх військах. З 1963 року майор І. М. П'ятковський в запасі. Жив Києві. Працював у Науково-дослідному інституті. Помер 1 грудня 1986 року. Похований в Києві на Байковому кладовищі (ділянка № 31).

## Нагороди
Нагороджений орденом Леніна, орденами Вітчизняної війни 1-го ступеня, Червоної Зірки, медалями.

## Вшанування пам'яті
У селі Астрахановці ім'ям Героя названі вулиця і школа.